# Économie de la Creuse
L'économie de la Creuse reflète l'ensemble des activités rémunératrices (ou payées) se déroulant sur le territoire du département, en région Nouvelle-Aquitaine, France métropolitaine.
Pour se faire une idée de l'activité économique du département, il faut le replacer dans son contexte géographique.
Faisant partie de la région Nouvelle-Aquitaine (plus grande région française), cette géographie creusoise se trouve à cheval sur le bassin de la Loire et les contreforts nord-ouest du Massif central.
Il convient d'exposer plusieurs types de données (humaines, géographiques, routières, etc.) afin de résumer les liens économiques des territoires et personnes unis au sein de ce département et qui constituent son tissu économique.

## Population
Paramètre humain par excellence, l'économie d'un département dépend de facto de l'habitat humain et de ses caractéristiques variables.
Avec une population de 120 365 habitants (au 1er janvier 2018), la densité moyenne de population du département est de 21,6 hab./km2 (2017).
Les trois quarts des communes du département disposent ainsi d’une densité inférieure à la moyenne départementale et on peut ajouter que cette densité n’est pas homogène sur le territoire. La population creusoise se concentre dans le quart nord-ouest du département, majoritairement sur les communes chef-lieu de canton, offrant les densités les plus importantes, comme La Souterraine, Saint-Vaury et Guéret, qui bénéficient de la desserte par la Route nationale 145. On note dans cette aire d’influence des cantons traversés par cette « 2 × 2 voies », les cantons de Dun-le-Palestel, Grand-Bourg, Ahun et Bonnat; ces derniers disposent de densités modestes mais parfois encore sous la moyenne départementale.
Le département de la Creuse présente un taux de pauvreté nettement supérieur à la moyenne nationale .En 2021, le taux de pauvreté de la Creuse était d'environ 19%. Le département est placé au 8e rang des départements les plus pauvre en métropole 

### Démographie
Depuis le pic de population atteint au milieu du XIXe siècle (287 000 habitants à l'époque), le déclin démographique fut amorcé de longue date avec un exode rural massif à partir du début du XXe siècle. Ce déclin commença avec les transformations haussmanniennes des grandes villes françaises (Paris, Marseille, Lyon, Bordeaux, etc.) dans la deuxième moitié du XIXe siècle; de nombreux creusois servant de maçons ou d'architectes dans ces projets citadins s'installèrent progressivement dans les cités ouvrières.
Sur les années 2000-2020, la population se contractait d'environ 0,5 % par an, soit une diminution de près de 650 habitants par an. Il s'agit de l'évolution démographique la plus défavorable de la région Nouvelle-Aquitaine. Néanmoins, cette baisse est due au seul solde naturel, largement déficitaire (- 0,8 % par an). Ainsi, on dénombre, chaque année en moyenne, 1 000 décès de plus que de naissances, mais le solde migratoire est positif : sa contribution est d'environ + 0,3 % en moyenne annuelle. Cela signifie que la vague d'émigration entamée au XIXe siècle connait ces vingt dernières années un inversement positif pour le département.

## Emploi
En 2017, la Creuse comptait 4 697 entreprises, totalisant 13 126 employés.
Le graphique ci-contre nous permet de visualiser la part des différents types d'emplois par intercommunalité. On y observe que l'emploi industriel y est plus présent (en pourcentage) dans le sud et l'est, moins denses, alors que l'économie des commerces et services se concentre sur les pôles urbains et routiers majeurs du département.
En 2019, le commerce représentait un tiers des entreprises creusoises, contre 26 % pour les services, 16 % dans la restauration et l'hôtellerie, et 13 % chacun pour l'industrie et le BTP.

### Agriculture
L'agriculture reste jusqu'à aujourd'hui un des premiers secteurs d'emploi, avec 12 % des actifs creusois et 13 % du chiffre d'affaires.
Dans ce secteur, l'élevage bovin domine largement le paysage avec près de 80 % des entreprises agricoles qui y étaient dédiées en 2018.
La contribution européenne (la PAC) y était de 126 971 507 € en 2018.

### Industrie
L'industrie liée à l'agriculture occupe une place importante dans le secteur, avec (en 2017) 91 entreprises sur le département et une augmentation de 6 % de ce chiffre par rapport à 2016. L'exploitation forestière est aussi un secteur clé du département, avec 93 entreprises de cette industrie en 2017; la Creuse bénéficie en effet d'un climat qui permet l'exploitation sylvicole d'espèces « commerciales » (chênes, pin sylvestre, hêtres, etc.).
Dans l'habillement, Chapal, créée en 1832 à Crocq, est une entreprise historique majeure de la Creuse et a été labellisée Entreprise du patrimoine vivant en 2018.
En 2020, la région Nouvelle-Aquitaine allouait 1,8 million d'euros pour le département, dans des projets de rénovation et de développement d'entreprises.
Par ailleurs, une enveloppe de 3,3 millions € a été votée par la région en 2020 pour la rénovation du Lycée des métiers du bâtiment à Felletin.
Depuis quelques années, une filière de culture du cannabis thérapeutique est en développement dans la Creuse et plus particulièrement à Gentioux-Pigerolles. Cette industrie agricole naissante et nouvelle pour le département pourrait à terme représenter quelques centaines d'emplois directs et indirects.
Néanmoins, l'industrie qui compte le plus d'employés en Creuse est la métallurgie/mécanique/automobile avec 1421 personnes en 2017 pour ce seul secteur.

### Mines
Connue depuis l'époque romaine, la mine de Montebras à Soumans est une extraction à ciel ouvert de feldspath destiné notamment à l'industrie italienne des céramiques. Des potentialités d'extractions de métaux rares existent notamment pour le niobium, le lithium, le tantale...
En 2013, la société Cominor a obtenu un permis exclusif de recherche pour l’or, le cuivre, l’argent, le zinc, l’antimoine, l’étain, le tungstène sur les communes d’Auge, de Bord-Saint-Georges, Chambon-sur-Voueize, Lépaud, Lussat, Sannat et Tardes.
Toujours en 2013, un permis de recherche est accordé sur le site de Villeranges à quelques kilomètres de l'ancienne mine d'or du Châtelet pour une éventuelle ouverture d'une mine d'or.

### Services
On observe durant la décennie 2010 une progression générale d'environ 3 % du nombre d'entreprises déclarées dans le département de la Creuse; néanmoins, ce chiffre est à relativiser au nombre d'employés de ce secteur. Par exemple, sur l'année 2016-2017, bien que le nombre d'entreprises de services ait augmenté de 4,3 %, le chiffre des employés de ces entreprises a baissé de 2 %, ce qui implique une diminution de la taille moyenne des entreprises ainsi créées, suivant une tendance qui se retrouve dans d'autres départements.

### Tourisme
Avec un parc naturel régional, des sentiers de randonnée variant de 200 à 900 m d'altitude, des musées nationaux et locaux, une cité internationale, de nombreux lacs et étangs, un patrimoine classé à l'UNESCO, de nombreux monuments historiques ouverts au public, des circuits automobiles de renom et un maillage de services publics, la Creuse dispose d'atouts pour le développement de son secteur touristique.
Sa situation, entre la chaîne des Puys d'Auvergne et la côte Atlantique en fait un lieu de passage naturel tout en étant, pour la plupart de son territoire, à l'écart des grandes métropoles. La qualité de son ciel en fait un lieu apprécié des amateurs d'observation astronomique.
En 2014, près de 130 000 nuitées avaient été enregistrées aussi bien dans les hôtels que les campings (40 % de clientèle étrangère dans ces derniers).

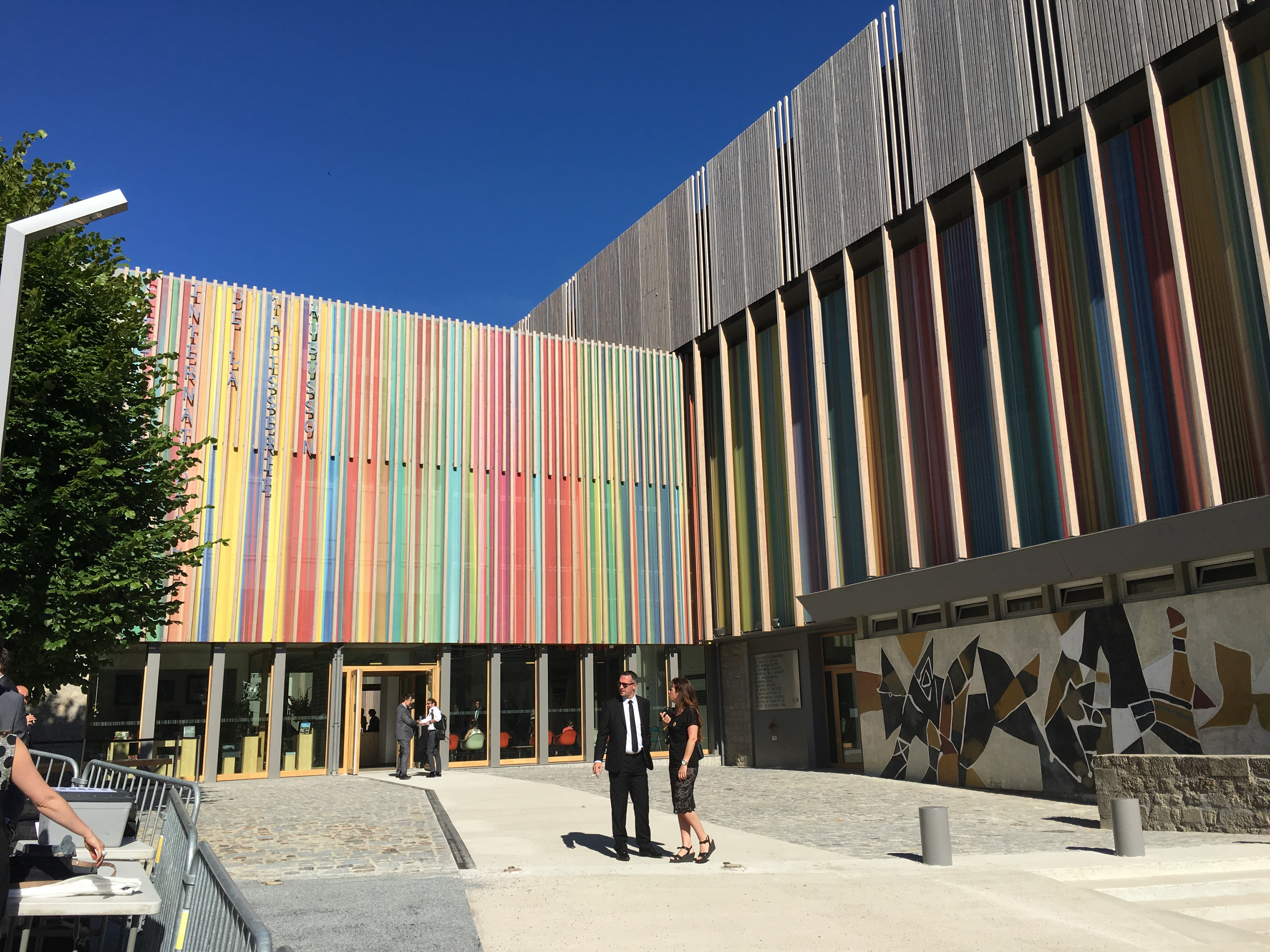
Cité internationale de la tapisserie (inaugurée en 2016), à Aubusson
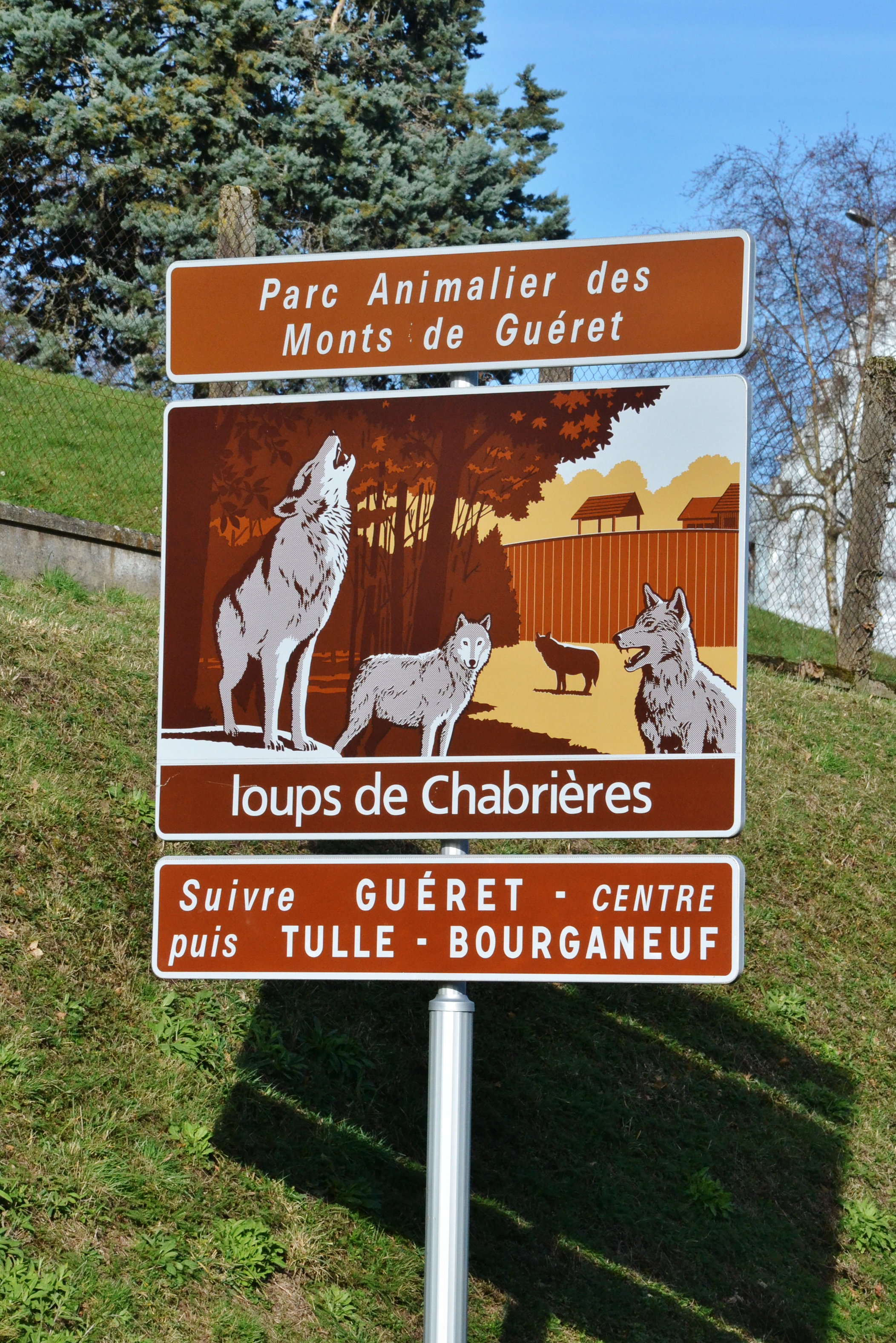
Panneau du Parc animalier des monts de Guéret, près de Guéret
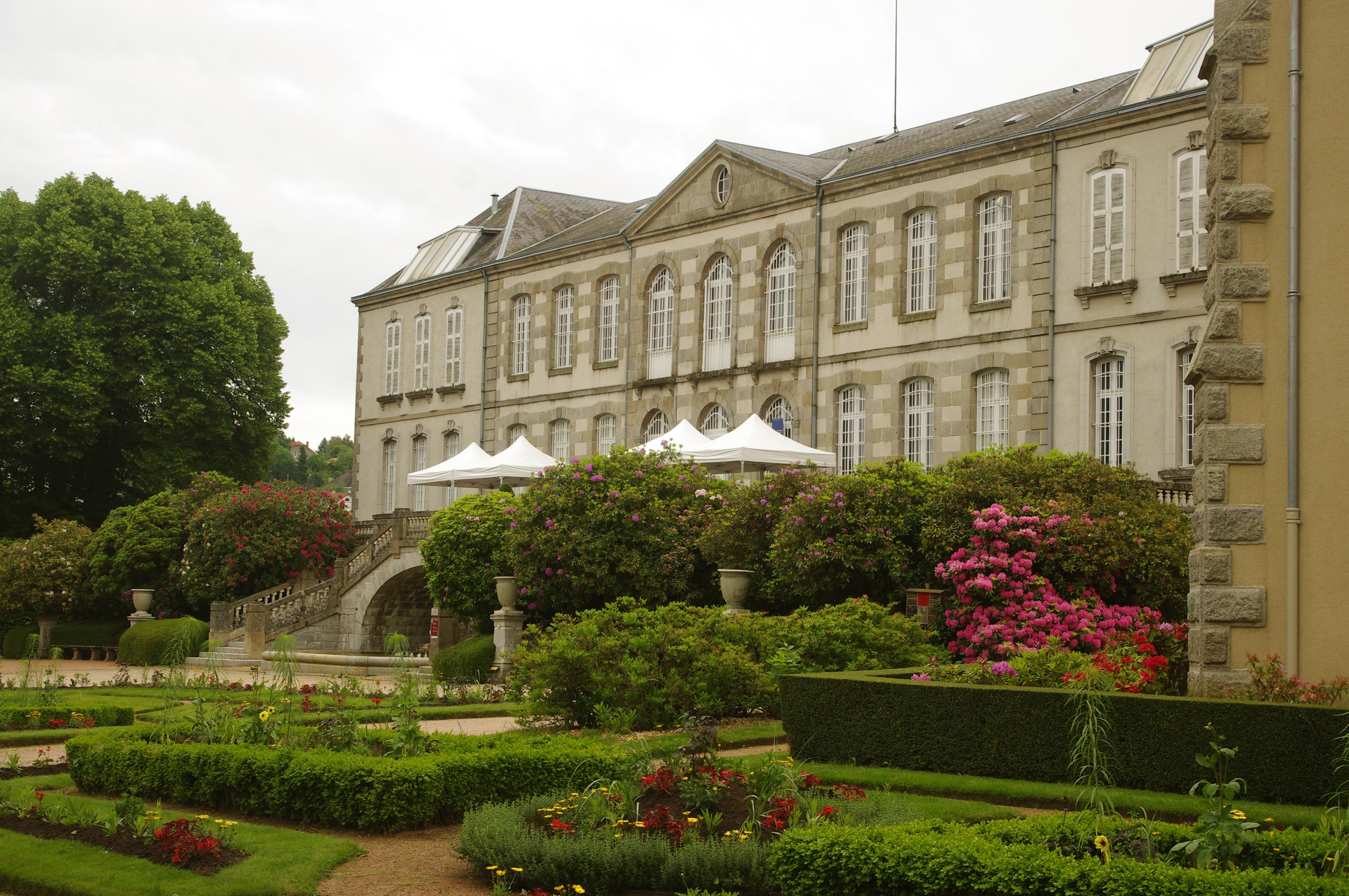
Le Palais de la Sénatorerie de Guéret abrite le principal Musée d'art et archéologie du département
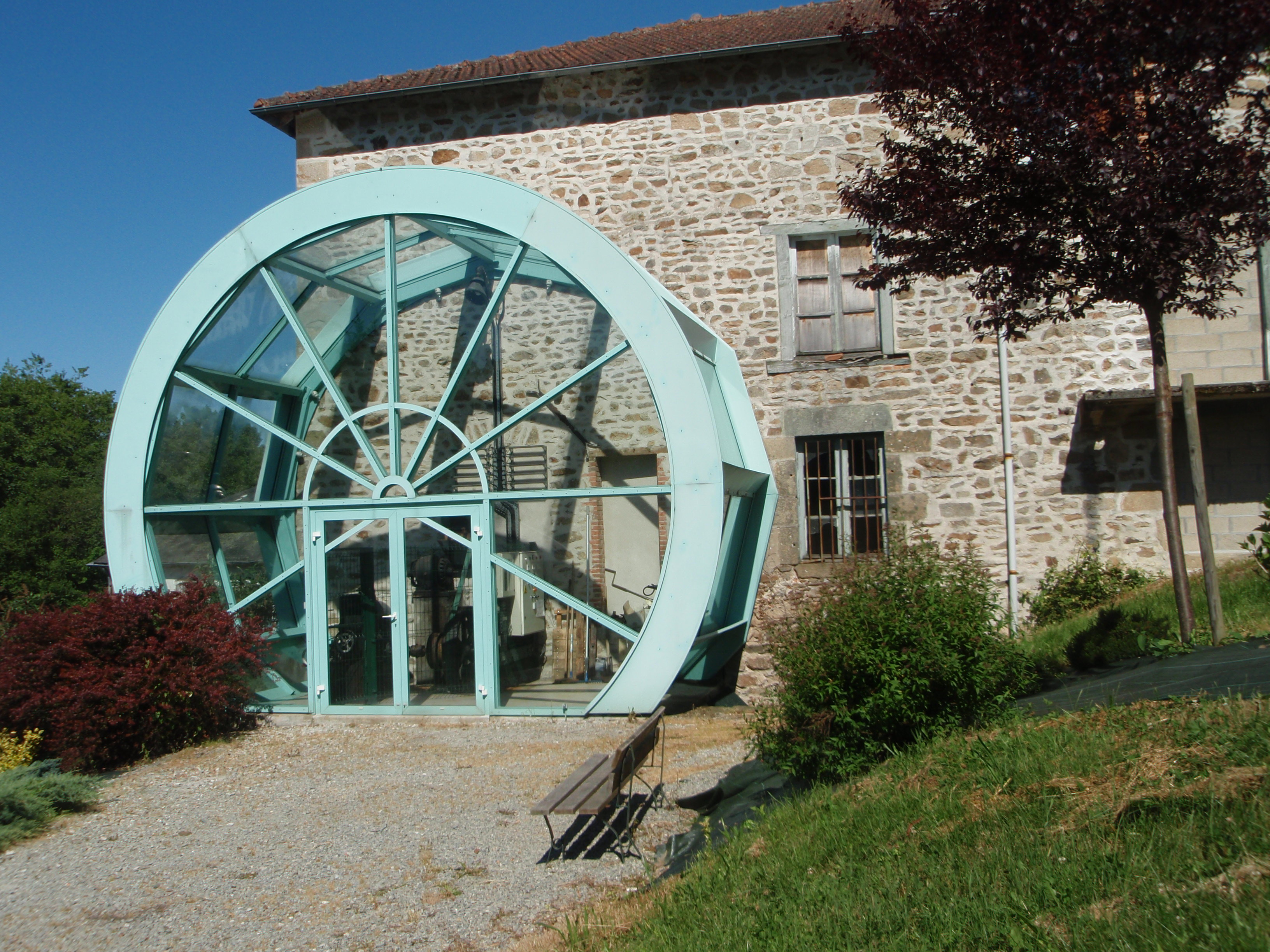
Musée de l'électrification à Bourganeuf (la commune fut l'un des premiers territoires français à être électrifié grâce à l'hydroélectricité, dans les années 1880)
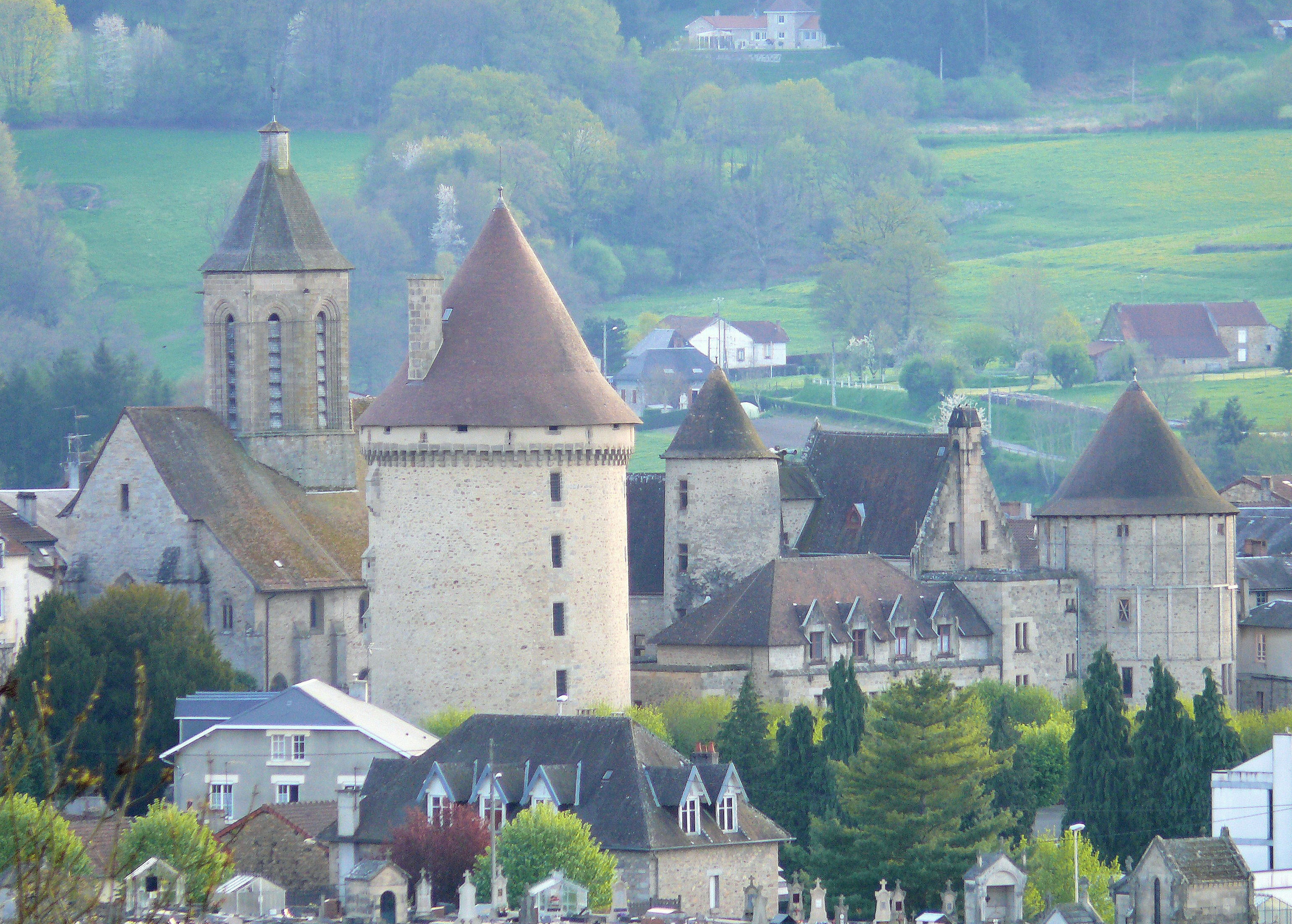
Le château de Bourganeuf et sa tour Zizim comptent parmi les dizaines de châteaux visitables en Creuse
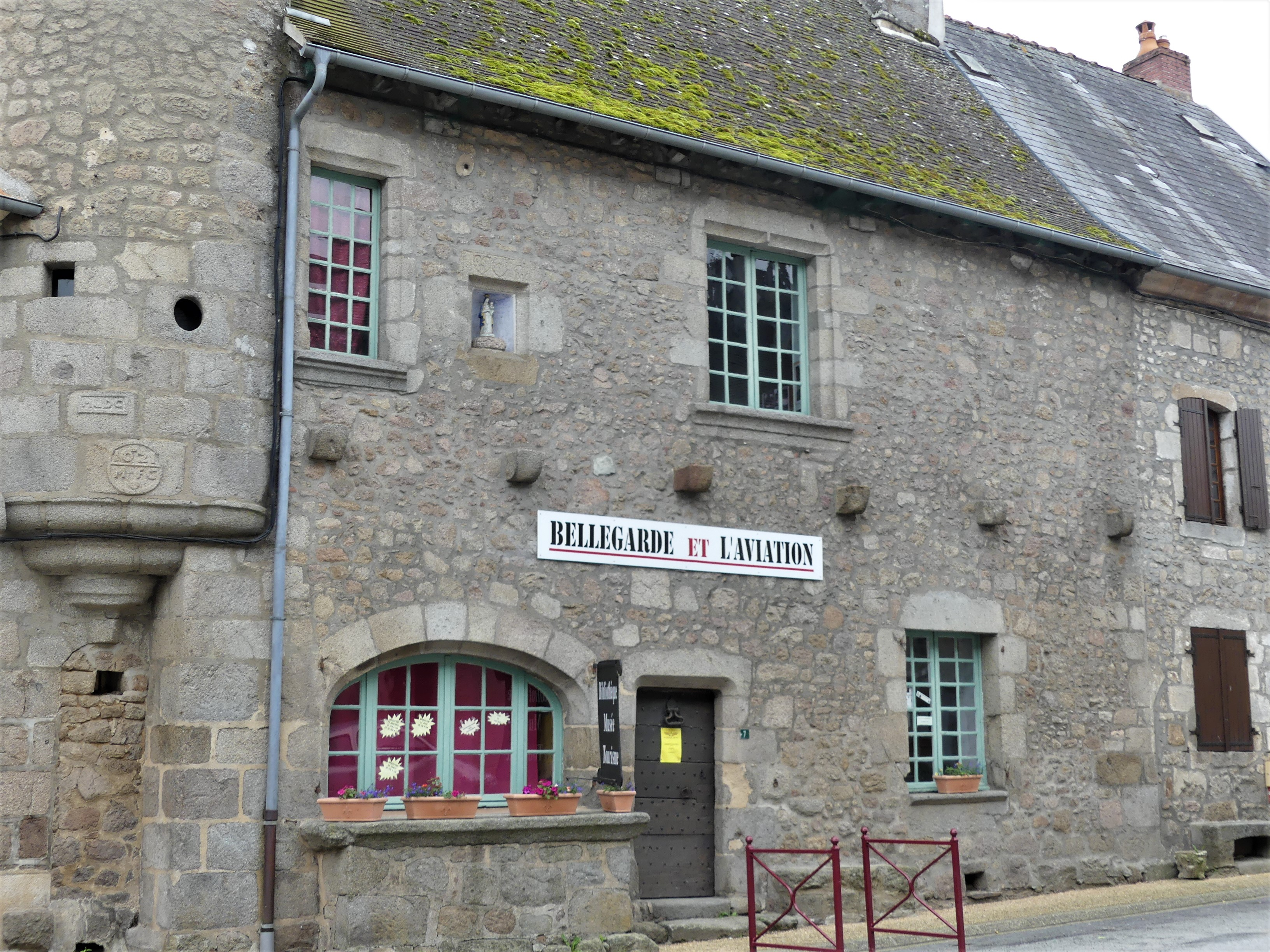
Le village de Bellegarde-en-Marche dispose de son propre Musée de l'aviation
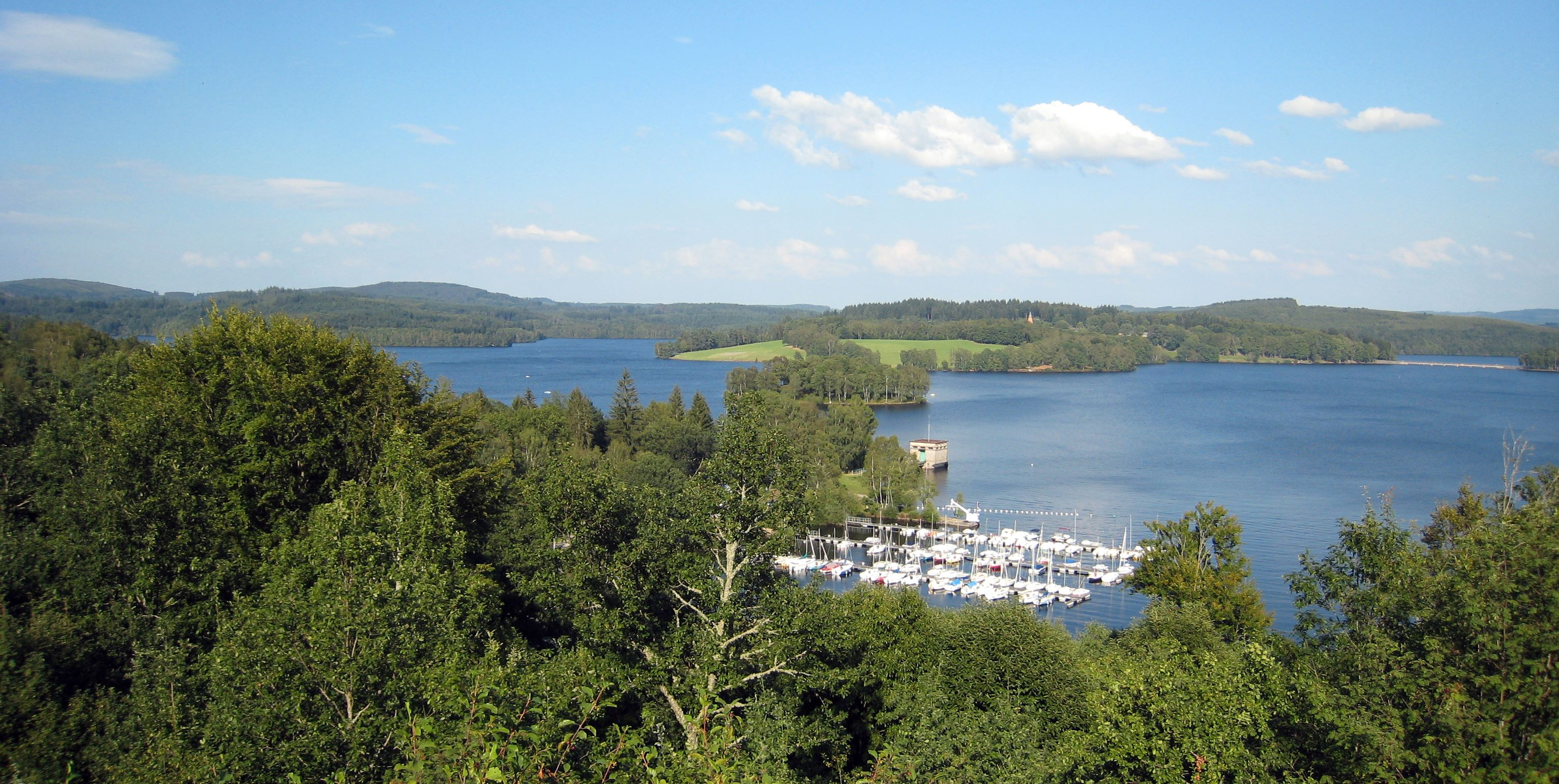
Le Lac de Vassivière compte plus de 5 km de plages de sable côté creusois
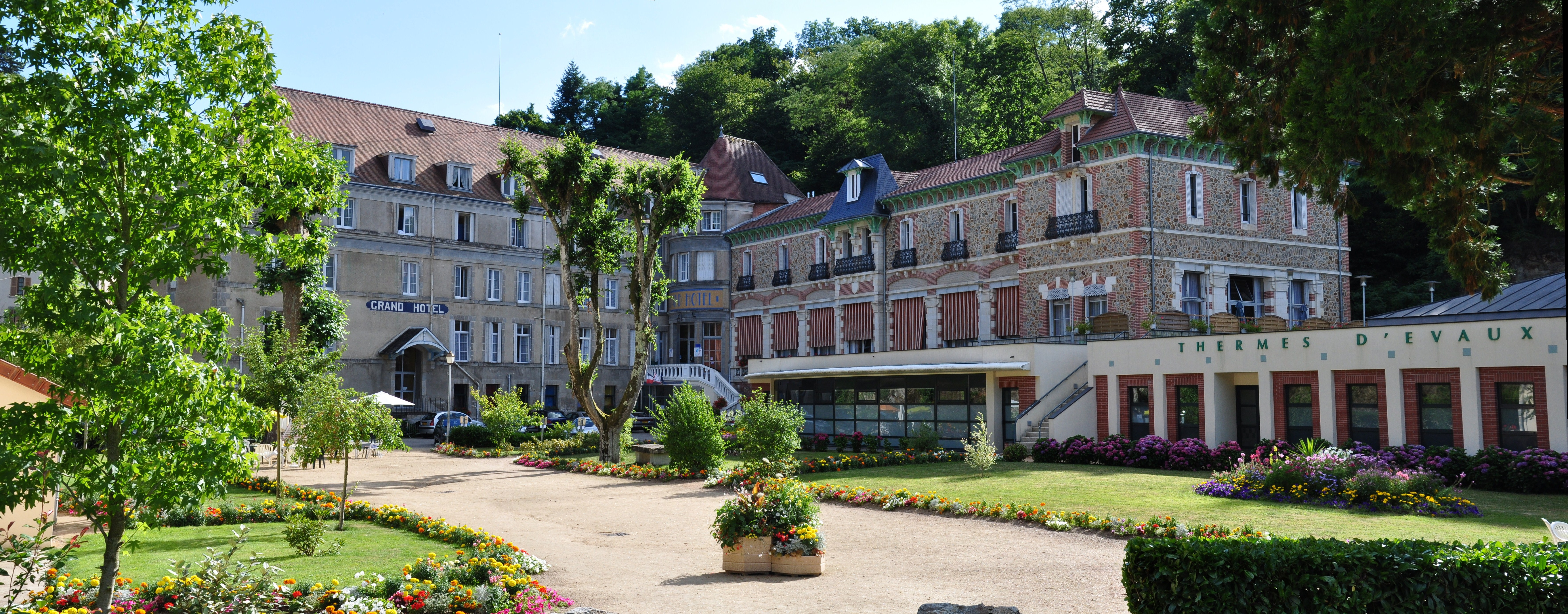
Thermes gallo-romains à Évaux-les-Bains
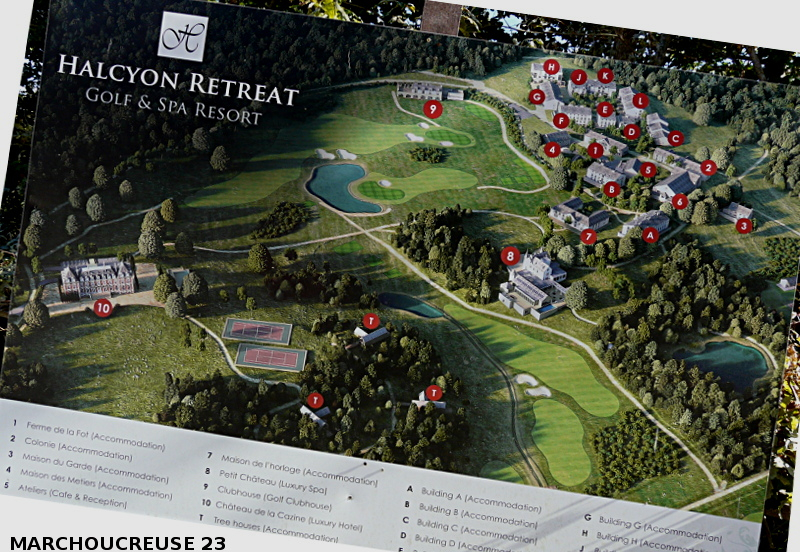
Projet de complexe hôtelier au Château de la Cazine, à Noth
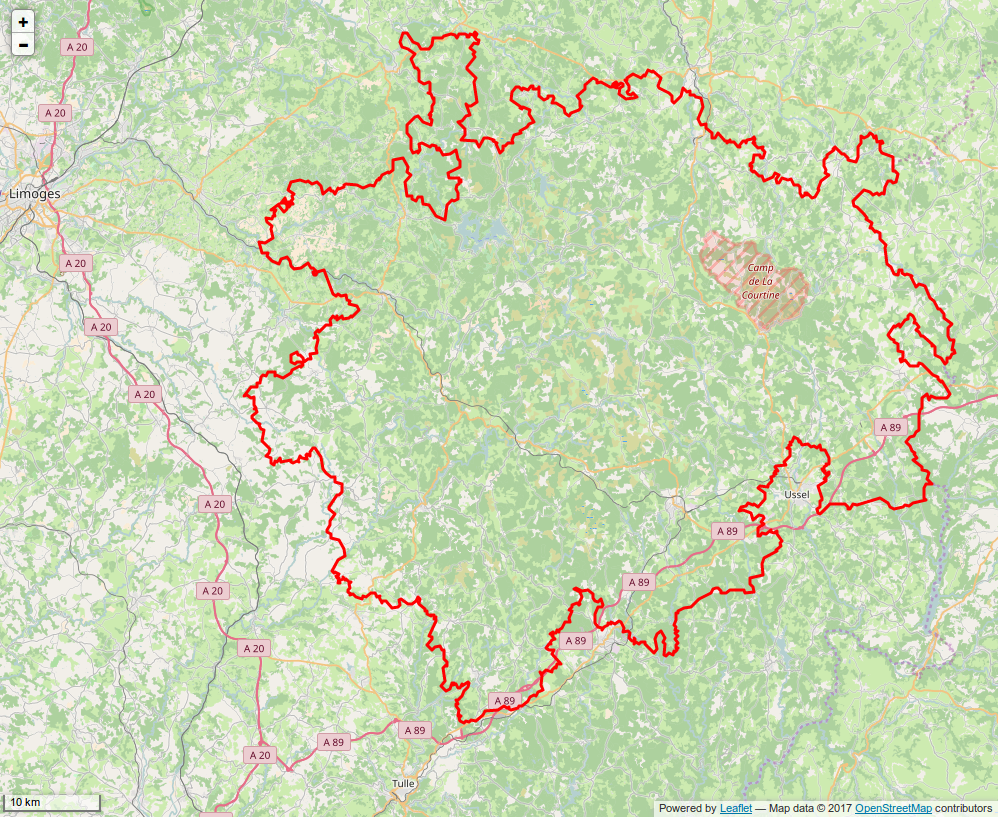
Périmètre du PNR de Millevaches en Limousin, bordant une grande partie du sud du département

## Transports
Avec douze gares ouvertes du réseau SNCF (dont plusieurs gares routières), la Creuse est l'un des départements les moins bien desservis par le train. La Ligne Paris-Toulouse (via La Souterraine) permet de désenclaver le nord-ouest du département.
Du côté du réseau routier, la Creuse est un lieu de passage entre le sud et le nord de l'Europe, le département est parcouru d'ouest en est dans sa partie nord par la RN 145, et bordé à l'ouest par l'A 20 (Paris-Toulouse).
Deux aérodromes principaux permettent des activités d'affaire et de tourisme: l'Aérodrome de Montluçon Guéret et l'Aérodrome de Guéret - Saint-Laurent. Les dessertes aériennes nationales et internationales de la Creuse se font via l'aéroport international de Limoges ou celui de Clermont-Ferrand.

## Historique

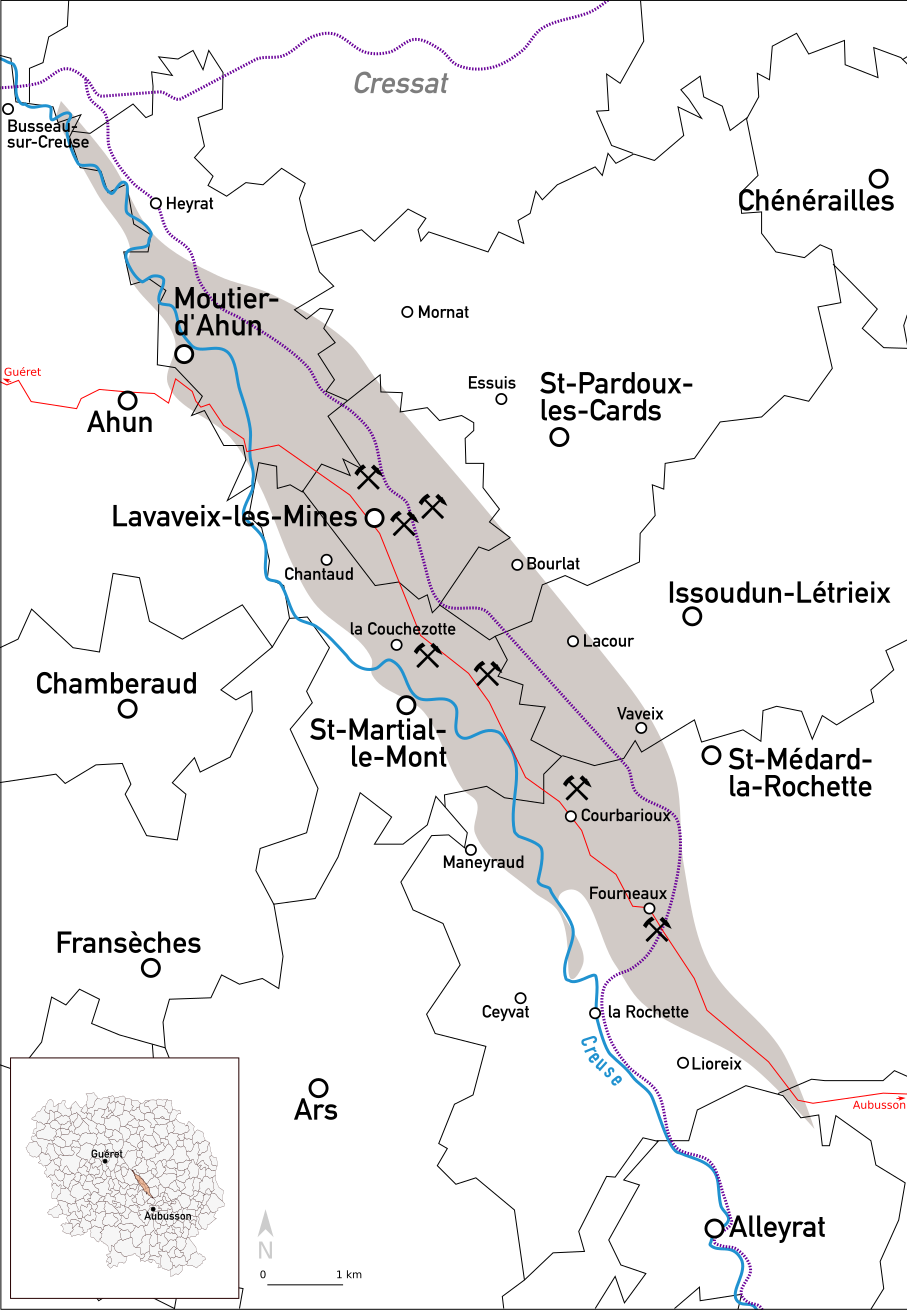
Bassin minier historique Ahun-Lavaveix

Historiquement, la division pôle urbain - campagne semble avoir été un marqueur fort du département. Dès le XVIe siècle, les centres urbains s'organisent autour des axes de communication principaux (voiries, routes, relais postaux, chemins) et d'activités industrielles comme la lisse puis l'activité minière; tandis que les zones les moins densément peuplées se spécialisent dans l'agriculture, l'élevage et la sylviculture.